# ビジネスオブジェクト
ビジネスオブジェクト（英: Business object）は、オブジェクト指向 プログラムにおけるオブジェクトの一種であり、プログラムが表現しようとしている領域での実体を抽象化したものである。
ビジネスオブジェクトはドメインオブジェクト（domain object）とも呼ばれ、ドメインオブジェクト群とそれらの間の関係をドメインモデルと呼ぶ。
ビジネスオブジェクトは、それが表す実体に関連した機能や振る舞いとデータを全てカプセル化したものであることが多い。
ビジネスオブジェクトは必ずしも実世界のビジネスにおけるオブジェクトを表したものとは限らないが、多くの場合そうなっている。ビジネスオブジェクトは、ビジネスロジック開発者がその領域（ドメイン）に関連したオブジェクトを表現したものである。この用語は、オブジェクトをドメインに関連して生成・使用されるオブジェクトと、ユーザインタフェースのウィジェットやデータベースの表や行を表すオブジェクトに分類する時に使われる。